# Longitarsus refugiensis
Longitarsus refugiensis es una especie de insecto coleóptero de la familia Chrysomelidae. Fue descrita científicamente en 1974 por Leonardi & Mohr.